# Comitatul Washington, Wisconsin
Comitatul Washington este unul din cele 72 de comitate din statul Wisconsin din Statele Unite ale Americii. Sediul acestuia este localitatea West Bend. Conform recensământului din anul 2000, populația sa a fost 117.493 de locuitori.

## Demografie
|  | Graficele sunt indisponibile din cauza unor probleme tehnice. Mai multe informații se găsesc la Phabricator și la wiki-ul MediaWiki. |

Date: Wikidata - grafică realizată de Wikipedia